# هاینسبرگ (ناحیه)
هاینسبرگ (به آلمانی: Kreis Heinsberg) یک ناحیه در آلمان است که در کلن واقع شده‌است. هاینسبرگ  ۲۵۰٬۴۰۰ نفر جمعیت دارد.

## شهرک‌ها و شهرداری‌ها

شهرک‌ها and municipalities in Kreis Heinsberg

| شهرک‌ها                                                                               | شهرداری‌ها                         |
| ------------------------------------------------------------------------------------ | --------------------------------- |
| 1. ارکلنز 2. گایلن‌کیرشن 3. هاینسبرگ 4. هوکلهوفن 5. اوباخ-پالنبرگ 6. وازنبرگ 7. وگبرگ | 1. گانگلت 2. زلفکانت 3. والدفویشت |